# Warren Earp
Baxter Warren Earp (Pella, 9 marzo 1855 – Texas, 6 luglio 1900) è stato un pistolero statunitense, fratello più giovane del famoso sceriffo e pistolero Wyatt Earp.
Raggiunse i fratelli Wyatt, Virgil e Morgan a Tombstone (Arizona) nel 1880 e cominciò a lavorare come aiutante sceriffo per il fratello Virgil. Stando alle fonti, Warren non prese parte alla famosa sparatoria all'O.K. Corral, quando i suoi fratelli e Doc Holliday affrontarono membri della gang criminale dei Cowboys. Dopo l'omicidio di Morgan Earp (18 marzo 1882), Warren si unì a Wyatt nella Vendetta degli Earp (20 marzo-15 aprile 1882), anche nota come Guerra dell'Arizona.

## Ultimi anni e morte
Dopo aver preso parte alla Guerra dell'Arizona al seguito del fratello Wyatt, Warren si recò in California insieme a quest'ultimo, più precisamente nella città di Colton. Wyatt non rimase molto in città, mentre Warren decise di restare e cominciò una vita violenta costellata di risse e sparatorie sanguinose. Solo quando il fratello Virgil venne eletto sceriffo (seppur mancante di un braccio) Warren accennò a calmarsi.
Nel 1893, durante l'ennesima rissa, accoltellò un uomo alle spalle, e ancora riuscì a farla franca. A quel punto, però, decise di lasciare Colton e si trasferì nuovamente in Arizona a Yuma. Qui litigò con un uomo a causa di una donna e arrivò quasi al punto di ucciderlo, ma poi si limitò a estorcergli del denaro in cambio di aver salva la vita.
Warren pagò l'estorsione con una multa ed evitò di finire in prigione lasciando la città.
Nel 1894 si stabilì nel ranch di Henry Clay Hooker (che aveva già conosciuto il fratello Wyatt e Doc Holliday) dove trovò un lavoro stabile.
Anche qui, però, ebbe l'occasione di mettere in mostra il suo carattere violento divenendo nemico di Johnny Boyett, uno dei braccianti del ranch.
La lite vera e propria scoppiò in un saloon di Willcox (sempre per una donna come era avvenuto a Yuma) il 4 luglio 1900, e Boyett sfidò Warren apertamente. Questi, però, preferì tirarsi indietro.
Due giorni dopo, il 6 luglio, i due litigarono nuovamente. Boyett gridò a Warren di estrarre la pistola, ma lui mostrò di essere disarmato.
Boyett, a quel punto, uscì dal locale, e stessa cosa fece Warren poco dopo. Appena fu in strada, però, si trovò davanti Boyett che lo minacciava con due pistole. 
Il cowboy gli sparò addosso quattro colpi che andarono a vuoto. Warren scappò, e i due cominciarono a rincorrersi fino a quando, tra la folla e la confusione, Boyett non se lo ritrovò davanti e esplose un quinto colpo.
Warren venne colpito al cuore e morì sul colpo.
Boyett riuscì ad evitare l'impiccagione affermando di ritenere Warren armato e scappò via terrorizzato dall'idea di una possibile vendetta da parte del fratello Wyatt.
Warren venne seppellito nel "Pioneer Cemetery" di Willcox.

### Fonti
- Stuart N. Lake, Wyatt Earp, frontier marshal, 1931. Prima biografia autorizzata di Wyatt Earp, basata su di un'intervista rilasciata a Lake da Earp nel 1928. Il volume raccoglie anche i testi dell'autobiografia che Earp dettò nel 1926 a John H. Flood.
- Alford E. Turner, The O.K. Corral inquest, College Station (Texas), 1981, ISBN 0-932702-16-3. Il volume raccoglie i documenti originali del processo condotto dal giudice di pace Spicer, analizzati ed annotati dell'autore Turner. Viene considerata la più autorevole fonte di informazioni sugli Earp.
- I Married Wyatt Earp: The Recollections of Josephine Sarah Marcus Earp, ed. Glenn G. Boyer, University of Arizona Press, 1998, ISBN 0-8165-0583-7. Le memorie della moglie di Wyatt Earp, Josephine Marcus.
- Billy Breakenridge, Helldorado: Bringing the Law to the Mesquite, Boston, 1928, ed. Richard M. Brown, University of Nebraska Press, 1992, ISBN 0-8032-6100-4. Nel volume del ex-aiutante di Behan, la figura di Wyatt Earp viene presentata in chiave apertamente negativa. Il punto di vista di Breakenridge aiuta però notevolmente a stemperare i toni aulici di Lake.
- Walter Noble Burns, Tombstone, an Iliad of the West, 1927, ed. Casey Tefertiller, University of New Mexico Press, 1999, ISBN 0-8263-2154-2.

### Studi
- Steve Gatto, The Real Wyatt Earp: A Documentary Biography, Silver City, 2000, ISBN 0-944383-50-5.
- Allen Barra, Inventing Wyatt Earp: His Life and Many Legends, New York, 1998, ISBN 0-7867-0685-6.
- Casey Tefertiller, Wyatt Earp: The Life Behind the Legend, New York, 1997, ISBN 0-471-18967-7.
- Grace McCool, GUNSMOKE: The True Story of Old Tombstone, Tucson, 1990, ISBN 0-918080-52-5.
- Paula Mitchell Marks, And Die in the West: the story of the O.K. Corral gunfight, New York, 1989, ISBN 0-671-70614-4.